# Voor je zorgen en van je houden
Voor je zorgen en van je houden is een hoorspel van Frank Herzen. De VARA zond het uit op zaterdag 22 maart 1969 (met een herhaling op zaterdag 15 mei 1971). De regisseur was Ad Löbler. De uitzending duurde 36 minuten.

## Rolbezetting
- Hans Veerman

## Inhoud
Dit stuk bevat de bekentenis van een man die niet vergeten kan hoe zijn moeder altijd weer door zijn vader werd geslagen als die weer thuiskwam van de zee, hoe zij over de vloer werd geschopt als een hond en hoe zij onder de tafel kroop, met gescheurde jurk, waar haar borsten uit hingen als zwaaiende klokken. Met z’n grote rooie, harige, grijpende handen sloeg de zeeman ‘t leven er uit. Kapot werd ze gemaakt, tot er niets meer over was dan een lege jurk, de moeder die maar niets zei, die nooit iets zei. De zoon stond daar dan maar in de hoek van de kamer te kijken, en moest wachten tot de vader uitgeraasd was. Hij stond daar maar en keek en kon niets doen. Voor de  rest van zijn leven werd hij daardoor veroordeeld om te kijken, te blijven kijken en niets te doen. Kijken naar trillende borsten. Altijd maar kijken, in de straten, in de kiosken, overal. Ze lachen naar hem als hij voorbijkomt, net of ook zij geslagen willen worden. Hij zal ze moeten hebben, om ze te bekijken en niemand zal hem te pakken nemen…